# Styriodes zeteki
Styriodes zeteki is een vlinder uit de familie van de dikkopjes (Hesperiidae). De wetenschappelijke naam van de soort is voor het eerst geldig gepubliceerd in 1931 door Bell.